# 丘玉池
丘玉池（1907年11月11日—1962年7月1日），广东潮安人，中国冶金学家。合金钢专家。

## 生平
1907年生。广东省潮安县人。1927年考入南京金陵大学化工系，1931年毕业，获理学士学位，留校任助教。同年9月考取燕京大学研究生院，并获洛克菲勒奖学金，于1933年获硕士学位。1934年考取庚子赔款留英公费生。同年入英国伦敦大学矿冶学院冶金系学习，于1936年获冶金工程一级荣誉学士学位。1936年赴德国亚琛工业大学冶金系攻读博士学位，师从德国冶金学家瓦尔特·埃林德，对钢中氢气行为进行研究。1938年获博士学位。回国后在兵工厂工作。
中华人民共和国成立后，历任广州制钢厂厂长，重工业部钢铁局特钢处处长。1954年，当选第一届全国人民代表大会代表。
1962年7月1日3时27分在北京逝世。